# Lazutin
Lazutin je priimek več oseb:
- Genadij Lazutin (*1966), sovjetski in ruski biatlonec
- Leonid Leoniodovič Lazutin (*1938), sovjetski in ruski fizik
- Nikolaj Georgijevič Lazutin (1901-1950), sovjetski general "kombrig"